# Kefersteinia pusilla
Kefersteinia pusilla är en orkidéart som först beskrevs av Charles Schweinfurth, och fick sitt nu gällande namn av Charles Schweinfurth. Kefersteinia pusilla ingår i släktet Kefersteinia och familjen orkidéer. Inga underarter finns listade i Catalogue of Life.